# Ain't No Love in the Heart of the City
«Ain't No Love in the Heart of the City» es una canción del cantante estadounidense Bobby Bland. Fue publicado el 17 de junio de 1974 como la canción de apertura de su noveno álbum de estudio en solitario, Dreamer. Más tarde, la canción se editó y publicó en julio de 1974 como el sencillo principal del álbum.

## Antecedentes
La exitosa carrera de Bland como cantante de blues se había estancado a finales de los años 1960. Su racha de éxitos en las listas de R&B se agotó, las presiones financieras le hicieron separar completamente su banda y su asociación musical con su principal compositor y arreglista, Joe Scott, llegó a su fin. Su carrera mejoró cuando su compañía discográfica, Duke, fue vendida a ABC Records. Condujeron a Bland hacia una dirección más sentimental y convencional, completa con guitarras de rock y arreglos de cuerdas.

## Escritura y temática
Aunque aparentemente es una canción de amor, algunos críticos también la han descrito como un lamento por la pobreza urbana y la desesperanza. Bland vincula su amor perdido con un lamento por el declive y el desaliento de su ciudad natal. Ella “me amaba como a este viejo vecindario”, pero ahora que se ha ido, “el sol no brilla, desde el corazón de la ciudad hasta la frontera del condado”.

## Recepción de la crítica
Un escritor no especificado de Record World señaló que “Bland urbaniza su funk” en su lanzamiento más comercial desde «Turn On Your Love Light». Un escritor no especificado de la revista Cash Box declaró: “Este último sencillo del hombre es otra excursión a la mente y el alma del maestro al estilo del blues relajado. Lo que hace que este sencillo sea aún más deseable es el arreglo, completo con cuerdas y una producción de letras perfectas”.

## Legado
La canción está incluida en 1001 Songs: You Must Hear Before You Die de Robert Dimery, quien señaló que “después de What's Going On de Marvin Gaye, la privación urbana fue un tema constante de la música negra estadounidense, y la interpretación de Bland sobre el tema fue aún más fuerte por su sutileza”.

## Lista de canciones
7-inch single – ABC/Dunhill D-15003
1. «Ain't No Love in the Heart of the City» – 2:55
2. «Twenty-Four Hour Blues» – 3:59

## Posicionamiento
| Gráfica (1974)                              | Pico de posición |
| ------------------------------------------- | ---------------- |
| Estados Unidos (Billboard Hot 100)          | 91               |
| Estados Unidos (Billboard Hot Soul Singles) | 9                |